# Asociación de Fútbol de Yemen
La Asociación de Fútbol de Yemen (en árabe: الاتحاد اليمني لكرة القدم) es el organismo rector del fútbol en Yemen. Fue fundada en 1962, desde 1980 es miembro de la FIFA y desde 1962 de la AFC. Organiza el campeonato de Liga y de Copa de Yemen, así como los partidos de la selección nacional en sus distintas categorías.